# Корнев, Сергей Михайлович
Сергей Михайлович Корнев (род. 20 января 1973, Дзержинск) — российский футболист, полузащитник, игрок в мини-футбол.

## Биография
Начинал играть в дзержинском детском клубе «Буревестник», первый тренер Николай Григорьевич Макаров, выступал в командах с детьми старше на год-два. Финалист общесоюзного турнира «Кожаный мяч». Затем занимался в футбольном спецклассе «Химика» в школе № 27 у Юрия Александровича Жубарева с 4 по 8 класс. Играл за автозаводскую СДЮСШОР № 8 в команде 1972—1973 года рождения.
В 1990 году в составе дзержинского «Химика» сыграл два матча в первенстве второй низшей лиги и один тайм товарищеской встречи против команды из Северной Кореи (0:1). Начиная с 9 класса учился и жил в Училище олимпийского резерва в Горьком. В 1991 году выступал в чемпионате Нижегородской области за «Торпедо» Арзамас. В 1992—1994 годах играл за команду во второй лиге, в 1995—1996 — в первой.
В 1997 году перешёл в нижегородскую команду «Торпедо-Виктория» из третьей лиги, с которой за два года дошёл до первого дивизиона, где провёл один сезон. По ходу 2000 года перешёл в другую команду второго дивизиона «Светотехника» Саранск. 2001 год отыграл в «Энергетике» Урень. В 2002 году начал выступать за клуб КФК Локомотив-НН, в составе которого два следующих сезона провёл во втором дивизионе.
В дальнейшем — игрок любительских клубов различного уровня «Торпедо» Павлово (2005), «Волна» Балахна (2006—2008), «Оружейник» Тула (2007), «КиТ» НН (2009), «Нижний Новгород-3 — Княгинино» (2011), «Волготрансгаз» НН (2012), «Химик-Тосол-Синтез» Дзержинск (2013—2015), «Дзержинск-ТС» (2016), «Локомотив-РПМ» НН (2018). В 2011—2015 годах играл вместе с сыном Артёмом.
Игрок мини-футбольного клуба «Футбол-Хоккей НН» (1998—2000, 2002—2007), «Футбол-Хоккей НН-Триумф-97» (2017—2020).
В 2012 году, с июля — старший тренер команды второго дивизиона «Металлург» Выкса.
Окончил Арзамасский  педагогический институт (1995). Тренер-преподаватель в ДЮСШ № 3 Дзержинска.

## Семья
По состоянию на 2004 год — жена Элина, сын Артём, дочь Ксения.